# Apfelsägewespe
Die Apfelsägewespe (Hoplocampa testudinea) stammt aus der Familie der Echten Blattwespen (Tenthredinidae). Die Raupe bohrt sich in junge Apfelfrüchte ein, weshalb sie als Obstschädling gilt.

## Beschreibung
Die Apfelsägewespe wird ca. 6–7,3 mm lang. Sie hat einen glänzenden, kompakten Körper, der auf der Oberseite schwarz und an der Unterseite hellbraun bis orange gefärbt ist. Die Beine haben eine gelblich-braune Farbe. Die Flügel sind durchscheinend und mit dunkelbraunen Adern durchzogen. Die Apfelsägewespe hat kurze neungliedrige fadenförmige Fühler.
Die Raupe ist weißgelb und hat eine dunkelbraune Kopfkapsel. Sie hat zehn Beinpaare, wodurch sie sich von den Larven von Wicklern, die nur acht Beinpaare haben, unterscheidet. Die Raupe verströmt einen charakteristischen Wanzengeruch.

## Lebensweise
Die Apfelsägewespe ist in ganz Europa verbreitet. 1939 wurde sie zum ersten Mal auf dem nordamerikanischen Kontinent registriert und hat sich seitdem auch in den USA stark ausgebreitet. Die Apfelsägewespe lebt ortsstabil.
Der Flug der Apfelsägewespe dauert von kurz vor bis kurz nach der Apfelblüte. Sie ist vor allem am Vormittag und Mittag an sonnigen Tagen aktiv.
Das Weibchen beginnt etwa ein bis zwei Wochen nach Flugbeginn mit der Eiablage. Dazu schlitzt es den Blütenboden der Apfelblüte genau unterhalb der Kelchblätter mit Hilfe seines Sägeapparates am Hinterende des Körpers auf und legt in die schlitzförmige, ca. 2 mm lange Öffnung ein einzelnes Ei. Ein Weibchen legt zwischen 10 und 20 Eier ab, die bevorzugt an der Königsblüte abgelegt werden.
Aus dem weißen, länglichen und ca. 0,8 mm großen Ei schlüpft nach etwa 6 bis 14 Tagen eine Raupe. Diese frisst zunächst an dem weichen Gewebe des Eiablageschlitzes. Anschließend frisst sie einen spiralförmigen Gang direkt unter der Fruchthaut der sich entwickelnden Frucht, bevor sie sich bis zum Kernhaus bohrt. Hier nagt sie einen bis mehrere Apfelkerne an, wodurch die Weiterentwicklung der Frucht gehemmt wird. Die erstbefallenen Früchte werden nach etwa zweiwöchigem Fraß von der Raupe verlassen, die sich daraufhin in eine Nachbarfrucht bohrt, die im Inneren ausgefressen wird. Der Befall einer weiteren Frucht ist möglich.
Die nach drei bis vier Wochen ausgewachsenen Larven verlassen die Frucht und lassen sich zu Boden fallen. Hier bohren sich ca. 10 – 25 cm tief in den Boden und spinnen sich in einen bräunlichen Kokon ein, um zu überwintern. Dabei wandeln sie sich in Nymphen (Ruhestadium) um, die sich im darauffolgenden Frühjahr verpuppen. Drei bis vier Wochen später, zur Blütezeit der Apfelbäume, schlüpft die nächste Wespengeneration. Die Larven können bis zu drei Jahre im Boden überdauern (sog. Überlieger).

## Schadbild
Die erstbefallenen Apfelfrüchte bleiben klein und sind dunkler gefärbt als gesunde Früchte; sie sind auffällig behaart. Häufig fallen sie infolge der abgebrochenen Fruchtentwicklung vorzeitig ab. Wenn die geschlüpfte Sägewespenlarve das Kernhaus verfehlt und die Kerne nicht geschädigt werden, kann sich die erstbefallene Frucht dagegen bis zur Reife weiterentwickeln. Während des Fruchtwachstums reißt die Schale über dem Miniergang auf und die Oberfläche der dadurch entstehenden Wunde verkorkt. Bei der ausgewachsenen Frucht ist dann eine spiralförmige, um die Frucht verlaufende Narbe in der Apfelhaut sichtbar, die meist von der Kelchgrube ausgeht.
Zweit- und drittbefallene Früchte werden durch die Larve dagegen angebohrt und im Inneren ausgehöhlt. Sie befinden sich in der unmittelbaren Nachbarschaft der erstbefallenen Frucht. An diesen Früchten fällt äußerlich ein ca. 1,5 mm großes Loch auf, durch das die Larve feuchten, stinkenden schwarzen Kot nach außen schiebt. Sie fallen noch vor der Ernte ab und zeigen keine Narben an der Oberfläche.

## Bekämpfung
Im Erwerbsobstbau kann die Apfelsägewespe erheblichen Schaden anrichten; vor allem seit 1999 wird ein starkes Auftreten mit entsprechenden Ertragseinbußen beobachtet. Bei starkem bis übermäßigem Fruchtansatz ist ein geringer Befall mit Sägewespen als natürliche Ausdünnung der überzähligen Früchte dagegen teilweise sogar erwünscht.
Speziell gegen die Apfelsägewespe gerichtete Bekämpfungsmaßnahmen sind nur in Jahren mit sehr starkem Befall und in extremen Befallslagen sowie bei einem geringen Blütenansatz notwendig. Damit ein einmaliger Einsatz von Pflanzenschutzmitteln erfolgreich ist, muss dieses kurz vor dem Schlüpfen der Larve aufgebracht werden. Im ökologischen Apfelanbau wird für die Bekämpfung der Apfelsägewespe Quassiaextrakt eingesetzt.
Zur Abschätzung der Befallsstärke sowie des richtigen Behandlungszeitpunkts muss der Flug der Apfelsägewespe beobachtet werden. Da Sägewespen Blütenbesucher sind, kann der Flugverlauf mit Hilfe weißer Fallen überwacht werden. Um den Flugverlauf richtig einschätzen zu können, ist zu beachten, dass die Fallen bereits vor Blühbeginn frühblühender Apfelsorten angebracht werden müssen. Als Schadschwelle werden hier 30–40 Wespen je Weißfalle angenommen.
Eine Eiablage- und Befallskontrolle ist aufgrund des Eiablageortes bei der Apfelsägewespe allerdings schwierig, weshalb die Befallsintensität meist anhand des Vorjahresbefalls eingeschätzt wird. Da die Larven bis zu drei Jahre im Boden überdauern können, ist eine Abschätzung des Befallrisikos aufgrund des Vorjahresbefalls sehr unsicher.
Die Schadschwelle ist vor allem vom Blüten- und Fruchtansatz abhängig. Als kritische Befallszahl wird bei der Apfelsägewespe ein Befall von 3 bis 4 % der Fruchtbüschel im Mai und Juni des Vorjahres angenommen.